# Montebello tenuis
Montebello tenuis is een spinnensoort in de taxonomische indeling van de bodemzakspinnen (Liocranidae). De spin leeft op de bodem en maakt geen web. Het dier behoort tot het geslacht Montebello. De wetenschappelijke naam van de soort werd voor het eerst geldig gepubliceerd in 1914 door Hogg.

## Voorkomen
De soort komt voor in West-Australië.